# Islande au Concours Eurovision de la chanson 2024
L'Islande est l'un des trente-sept pays participant au Concours Eurovision de la chanson 2024, qui se déroule du 7 au 11 mai 2024 à Malmö en Suède. Le pays choisit son représentant au moyen de la présélection télévisée Söngvakeppnin. Le pays est représenté par Hera Björk, avec sa chanson Scared of Heights. Le pays ne parvient pas à se qualifier pour la finale, terminant à la 15e et dernière position de sa demi-finale avec 3 points.

## Sélection
Le diffuseur islandais RÚV confirme la participation du pays à l'Eurovision 2024 le 31 mai 2023, et annonce par la même occasion la reconduction de Söngvakeppnin, l'émission qui sert au pays de présélection pour l'Eurovision depuis sa première participation, en 1986.

### Format
Tout comme l'édition précédente, dix chansons participent au concours. Elles sont réparties en deux demi-finales, à raison de cinq chansons chacune, dont deux se qualifient pour la finale. Une cinquième chanson est ensuite repêchée parmi les six non-qualifiées. Les résultats des demi-finales sont déterminés par le seul vote du public. La finale se compose de deux tours. Les résultats du premier sont déterminés à 50 % par le votes du public et à 50 % par celui d'un jury. Les résultats du second tour sont déterminés par le public seul.
Les trois shows sont présentés par Unnsteinn Manuel Stefánsson, Sigurður Þorri Gunnarsson et Ragnhildur Steinunn Jónsdóttir, Miss Islande 2003.

### Participants
Tout en confirmant la participation du pays à l'Eurovision, RÚV annonce aussi que les candidatures peuvent être envoyées du 15 juin au 10 septembre 2023,. Au terme de cette période, le diffuseur annonce avoir reçu 118 candidatures.
La liste des participants est dévoilée par RÚV le 27 janvier 2024. Parmi eux, on compte Hera Björk, représentante du pays au Concours Eurovision de la chanson 2010, et le chanteur palestinien Bashar Murad, dont la candidature a été révélée trois jours plus tôt.
| Artiste      | Chanson            | Chanson                   | Paroles & musique                                                                                                  |
| Artiste      | Titre en islandais | Titre en anglais          | Paroles & musique                                                                                                  |
| ------------ | ------------------ | ------------------------- | --- |
| Anita        | Stingum af         | Downfall                  | Ásdís María Viðarsdóttir, Jake Tench                                                                               |
| Bashar Murad | Vestrið villt      | Wild West                 | Bashar Murad, Einar Hrafn Stefánsson, Matthías Tryggvi Haraldsson                                                  |
| Blankiflúr   | Sjá þig            | Love You                  | Albert Sigurðsson, Hólmfríður Sigurðardóttir, Kristín Sigurðardóttir, Páll Axel Sigurðsson, Sólveig Sigurðardóttir |
| CeaseTone    | Ró                 | Flow                      | Hafsteinn Þráinsson, Halldór Eldjárn, Una Torfadóttir                                                              |
| Heiðrún Anna | Þjakaður af ást.   | Pas de version en anglais | Heiðrún Anna Björnsdóttir, Rut Ríkey Tryggvadóttir                                                                 |
| Hera Björk   | Við förum hærra    | Scared of Heights         | Ásdís María Viðarsdóttir, Ferras Alqaisi, Jaro Omar, Michael Burek                                                 |
| Maiaa        | Fljúga burt        | Break Away                | Baldvin Snær Hlynsson, Helga Soffía Ólafsdóttir, María Agnesardóttir                                               |
| Sigga Ózk    | Um allan alheiminn | Into the Atmosphere       | Birkir Blær, Mikołaj Maciej Trybulec, Sigríður Ósk Hrafnkelsdóttir                                                 |
| Sunny        | Fiðrildi           | Pas de version en anglais | Nikulás Nikulásson, Sunna Kristinsdóttir                                                                           |
| Væb          | Bíómynd            | Movie Scene               | Drífa Nadía Thoroddsen Mechiat, Hálfdán Helgi Matthíasson, Matthías Davíð Matthíasson                              |

### Demi-finales
Les demi-finales sont diffusées les 17 et 24 février 2024, en direct du Truenorth Studio, à Reykjavik. Les chansons y sont interprétées en islandais.
L'entracte de la première demi-finale a été assuré par deux anciens représentants islandais à l'Eurovision: Friðrik Ómar (2008, en tant que membre d'Euroband), et Sigríður Beinteinsdóttir (1990 avec Stjórnin et 1992 avec Heart 2 Heart).
- Finaliste
- Repêché

| Ordre | Artiste    | Titre      | Résultat    |
| ----- | ---------- | ---------- | ----------- |
| 1     | Blankiflúr | Sjá þig    | Élimination |
| 2     | CeaseTone  | Ró         | Élimination |
| 3     | Væb        | Bíómynd    | Finale      |
| 4     | Sunny      | Fiðrildi   | Élimination |
| 5     | Anita      | Stingum af | Finale      |

L'entracte de la seconde demi-finale a été assuré par Björgvin Halldórsson, représentant de l'Islande à l'Eurovision 1995, et Unnsteinn Manuel Stefánsson.
| Ordre | Artiste      | Titre              | Résultat    |
| ----- | ------------ | ------------------ | ----------- |
| 1     | Sigga Ózk    | Um allan alheiminn | Repêchage   |
| 2     | Heiðrún Anna | Þjakaður af ást.   | Élimination |
| 3     | Bashar Murad | Vestrið villt      | Finale      |
| 4     | Maiaa        | Fljúga burt        | Élimination |
| 5     | Hera Björk   | Við förum hærra    | Finale      |

### Finale
La finale est diffusée le samedi 2 mars 2024, en direct du Laugardalshöll, à Reykjavik. Pour la finale, les artistes ont le choix d'interpréter leur chanson en islandais ou en anglais. L'entracte est assuré par la gagnante de l'édition précédente, Diljá, et par Selma Björnsdóttir, représentante du pays à l'Eurovision 1999 et 2005.
- Qualifié pour le second tour

| Ordre | Artiste      | Titre               | Jury (50%) | Télévote (50%) | Total  | Place |
| ----- | ------------ | ------------------- | ---------- | -------------- | ------ | ----- |
| 1     | Væb          | Bíómynd             | 13 656     | 15 727         | 29 383 | 4     |
| 2     | Hera Björk   | Scared of Heights   | 16 661     | 15 406         | 32 067 | 2     |
| 3     | Anita        | Downfall            | 14 476     | 10 124         | 24 600 | 5     |
| 4     | Bashar Murad | Wild West           | 21 554     | 26 359         | 47 663 | 1     |
| 5     | Sigga Ózk    | Into the Atmosphere | 16 614     | 14 595         | 30 709 | 3     |

À l'issue du premier tour, ce sont donc Bashar Murad et Hera Björk qui se qualifient pour le second tour, où les votes du public islandais s'ajoutent aux scores obtenus lors du tour précédent pour les départager.
- Première place
- Deuxième place

| Ordre | Artiste      | Titre             | Premier tour | Second tour | Total   | Place |
| ----- | ------------ | ----------------- | ------------ | ----------- | ------- | ----- |
| 1     | Hera Björk   | Scared of Heights | 32 067       | 68 768      | 100 835 | 1     |
| 2     | Bashar Murad | Wild West         | 47 663       | 49 832      | 97 495  | 2     |

C'est donc Hera Björk qui remporte le second tour, devenant ainsi la représentante islandaise à l'Eurovision 2024, quatorze ans après sa première participation.

## Controverses

### Appels au boycott
La présence d'Israël dans la liste des participants au Concours Eurovision de la chanson 2024 malgré la crise humanitaire actuelle résultant des  opérations militaires israéliennes dans la bande de Gaza pendant la guerre à Gaza a suscité une controverse en Islande ainsi que dans plusieurs autres pays participants, avec des pétitions et des appels au boycott de l'événement. Malgré une déclaration initiale selon laquelle l'Islande participerait toujours au concours, des pétitions de la part de l'Association des compositeurs et paroliers d'Islande (FTT) et des militants du mouvement Boycott, Désinvestissement et Sanctions (BDS) ,, ont incité RÚV à décider de réévaluer sa participation après discussion avec l'artiste gagnant du Söngvakeppnin,. Avant la finale, les deux participants Hera Björk et Bashar Murad ont confirmé qu'ils participeraient à l'Eurovision s'ils gagnaient, alors qu'aucun des autres finalistes n'avait pris de décision,. RÚV a de son côté décidé de reporter sa décision finale au 11 mars, date limite à laquelle tous les pays participants doivent avoir soumis leurs candidatures; la chaîne a fini par confirmer ce jour-là que Hera Björk participerait à l'Eurovision.

### Plantagede l'application de vote et allégations d'irrégularités de vote
L'application RÚV Stjörnur, utilisée pour voter lors de la présélection, aurait rencontré un bogue lors du vote du second tour, rapporté sur les réseaux sociaux par de nombreux utilisateurs,. Lilja Kristín Birgisdóttir, directrice marketing et communications chez Vodafone Iceland, déclare dans une interview que les représentants de l'entreprise ont examiné l'affaire avec les producteurs de Söngvakeppnin, et a confirlé que les systèmes ont fonctionné comme prévu, suggérant ainsi que le problème ne venait pas de Vodafone.
Einar Hrafn Stefánsson, l'un des auteurs-compositeurs de Wild West, a demandé qu'une enquête indépendante soit menée sur le déroulement du scrutin,. Rúnar Freyr Gíslason, directeur exécutif du Söngvakeppnin, a déclaré plus tard qu'une enquête sur le problème avait été ouverte, tout en précisant que le nombre total de votes par SMS reçus lors du second tour n'avait pas influencé les résultats finaux. Les producteurs du concours ont en outre expliqué que cela était dû au fait que seuls quelques utilisateurs étaient concernés par le problème. Après la publication des résultats, Einar a déclaré que sa demande d'enquête indépendante avait été rejetée, le poussant à demander un nouveau vote. Toutefois, Stefán Eiríksson (is), le directeur de la radio RÚV, a réitéré que les résultats ne faisaient aucun doute, même si la chaîne ne disposait d'aucune information sur la raison pour laquelle le problème ne se produisait que sur le numéro de vote pour Bashar Murad.
Ásdís María Viðarsdóttir, l'une des auteurs-compositeurs de Scared of Heights, a déclaré qu'elle comptait "renier" la chanson, à la suite du refus de RÚV de tirer l'affaire au clair, déclarant que "[sa] conscience ne le permet pas" et citant le racisme dans la réaction du public islandais à la participation de Murad comme raison supplémentaire pour son choix. La demande d'enquête d'Einar a ensuite été accordée, Stefán révélant que le RÚV avait décidé de nommer un expert indépendant pour procéder à une évaluation de la procédure de vote. Le 10 mars, le site d'information Mannlíf rapporte que Yogev Segal, un employé de la chaîne de télévision israélienne Kan, aurait lancé une campagne de vote contre Murad pendant la finale du Söngvakeppnin. Segal aurait été l'un des modérateurs d'un groupe Facebook appelé Israeli-Icelandic Conversation (« Conversation isrélo-islandaise »), prétendument actif depuis janvier 2024, et encourageait ses membres à voter pour Hera Björk dans le concours afin d'empêcher Murad de gagner,. Dans un message adressé au site de fans grec Eurovisionfun, Segal a admis son implication dans le groupe, tout en précisant que Kan n'avait aucun lien avec lui et qu'il ne comptait qu'un petit nombre de membres islandais, rejetant toute allégation d'ingérence dans le vote. Il a affirmé que le message qui avait déclenché les accusations était sa tentative «pacifique» de dénoncer «l'ingérence de la politique» dans l'Eurovision plutôt qu'une campagne contre Murad.

## À l'Eurovision
À l'Eurovision, l'Islande participe à la première demi-finale le 7 mai 2024. Y terminant 15e et dernière avec 3 points, le pays échoue à se qualifier en finale.